# السيستاني كلستان
كلستان السيستاني هم مجموعة من السيستانيين الذين استقروا في كلستان . هاجرت هذه المجموعة من سيستان إلى كلستان لعدة أسباب.
يتمتع الشعب السيستاني الذي يعيش في مقاطعة جولستان بنفس الثقافة واللغة التي يتمتع بها الشعب السيستاني الآخر.

## خلفية
وبموجب اتفاقيات باريس وغولدسميث تم تسليم جزء كبير من سيستان بسكانها إلى أفغانستان، إلا أن أهل سيستان دخلوا سيستان التابعة لإيران بأعداد كبيرة. واجهت جموع الناس الذين عادوا إلى حدود إيران وضعاً حرجاً؛ لأنهم تركوا جميع ممتلكاتهم على الجانب الآخر من الحدود وعادوا إلى وطنهم، وقد ضاعف الجفاف السائد في أرض سيستان من هذه المشاكل، وقد أصبح هذا العدد الكبير من السكان، بالإضافة إلى الجفاف، مشكلة لسيستان، فاضطرت العشائر السيستانية إلى الهجرة إلى مناطق أخرى أصبحت شمال البلاد.

## دِين
والسيستاني في محافظة كلستان، كغيره من السيستانيين، مسلمون وأتباع المذهب الشيعي.

## الموارد
1. ↑  Minahan, James.: One Europe, Many Nations: A Historical Dictionary of European National Groups, Greenwood, 2000, (ردمك 0-313-30984-1), (ردمك 978-0-313-30984-7), p.674.
2. ↑  Clifton/Deckinga/Lucht/Tiess دریافت شده ۵ خرداد ۱۴۰۲
3. ↑  رضایی، احمد، (۱۳۸۰) پراکندگی اقوام در مازندران و گلستان.
4. ↑  گنجی، قربانعلی، گنجی، محمدرضا، و گنجی، نادر.
5. ↑  قالب:یادکرد وبقالب:پیوند
6. ↑  محمدی خمک (سکایی سیستانی)، جواد. ماتیکان سیستان، از مقاله «سیستانی که بزرگ‌تر از خراسان بود.»، جلد نخست؛ و اژیران، ۱۳۷۸، ص ۵۷
7. ↑  هامون. با تصحیح: آرزو علومی بایگی " کارشناس ارشد تاریخ و تمدن ملل اسلامی دانشگاه تهران "
8. ↑  Лана Меджидовна Раванди-Фадаи (2014). "К вопросу о положении национальных и религиозных меньшинств" (PDF) (Сборник) (بالروسية) (ИРАН: ИСТОРИЯ И СОВРЕМЕННОСТЬ ed.). Москва: ИВ РАН; Центр стратегической конъюнктуры: 271–274. Archived from the original (PDF) on 2023-03-14. {{استشهاد بدورية محكمة}}: الاستشهاد بدورية محكمة يطلب |دورية محكمة= (help) and الوسيط غير المعروف |agency= تم تجاهله (help)صيانة الاستشهاد: التاريخ والسنة (link)